# Speedrun
Speedrun – rozgrywanie w całości albo we fragmentach (tzw. segmentach) danej gry komputerowej z zamiarem jak najszybszego jej ukończenia. Stosowany najczęściej w celach rozrywkowych lub rywalizacyjnych. Do tego terminu zwykle nie zalicza się gier pierwotnie zaprojektowanych do bicia rekordów (np. gry wyścigowe). Speedrun jest też prezentacją umiejętności danego gracza – w Internecie publikowane są ich wyniki.